# رودریگ بوبوآس
رودریگ بوبوآس (انگلیسی: Rodrigue Beaubois؛ زادهٔ ۲۴ فوریهٔ ۱۹۸۸) بازیکن بسکتبال اهل فرانسه است.
از باشگاه‌هایی که در آن بازی کرده‌است می‌توان به باشگاه بسکتبال ساسکی باسکونیا، باشگاه ورزشی افس پیلسن، و دالاس ماوریکس اشاره کرد.